# 9×39 mm

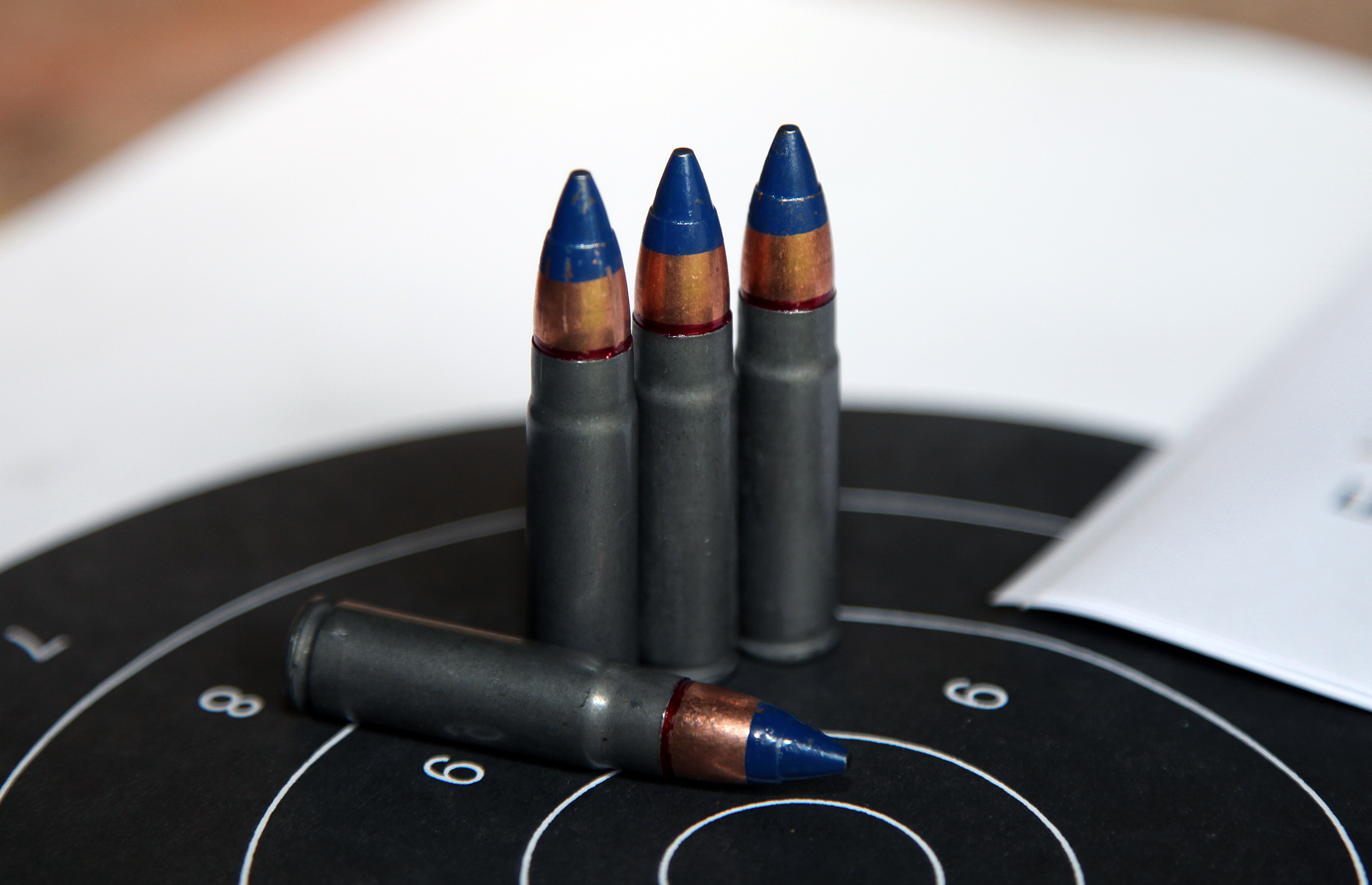
9×39 mm

9×39 mm je sovětský puškový náboj, který vznikl na základě náboje 7,62 × 39 mm vzor 43, se kterým má podobnou délku a vzhled. Jedná se o podzvukový náboj, který má oproti náboji 7,62 větší hmotnost díky čemuž si navzdory nižší rychlosti uchovává dostatečnou energii. Odstřelovací střela SP-5 má hmotnost 16,8 gramu, průbojná střela SP-6 má hmotnost 16 gramů. Obě střely jsou tvarově optimalizované na podzvukovou rychlost a při počáteční rychlosti 280–300 ms−1 zajišťují účinný dostřel do 400 metrů. Střela SP-6 probíjí na vzdálenost 100 metrů ocelový plát silný 6 mm a je tvarově optimalizovaná na probití ochranných neprůstřelných vest. Na vzdálenost 200 metrů probijí ochrannou vestu třídy 3 podle normy GOST (tj. odolnou proti standardnímu střelivu 7,62x39 mm vz.43). Pro srovnání, střela náboje 7,62 × 39 mm vz. 43 má hmotnost 7,6 gramu a počáteční rychlost 710 ms−1.
Na náboj 9 × 39 mm byly zkonstruovány i útočné pušky SR-3 Vichr a 9A-91 a bezhlučná odstřelovací puška VSK-94 (ВСК-94) vycházející z útočné pušky 9A-91.